# Guèma
Guèma ou Guema est un quartier situé dans le 3e arrondissement de Parakou dans le département du Borgou (Bénin).

## Histoire
Le 27 mai 2013 après la délibération et l'adoption par l'Assemblée nationale du Bénin en sa séance du 15 février 2013 de la loi n° 2013-05 du 15/02/2013 portant création, organisation, attributions et fonctionnement des unités administratives locales en République du Bénin, Guèma figure dans la liste des douze quartiers de cet arrondissement,.

## Population
Selon le rapport de février 2016 de l'Institut National de la Statistique et de l'Analyse Économique (INSAE) du Bénin intitulé Effectifs de la population des villages et quartiers de ville du Bénin (RGPH-4, 2013), le quartier Guèma compte 10 189 habitants dont 5 295 femmes et 4 894 hommes.

## Galerie de photos

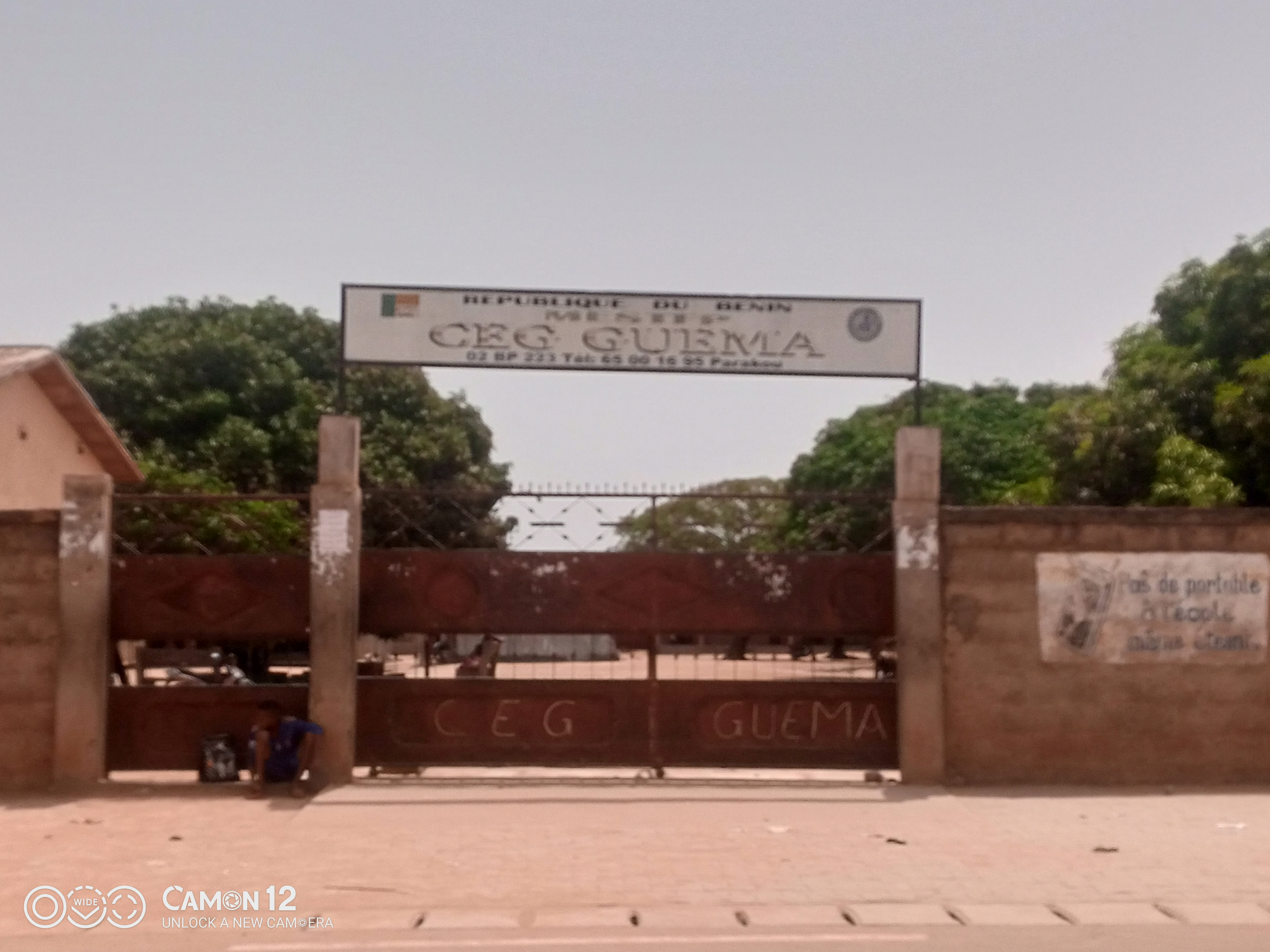
CEG Guèma de Parakou
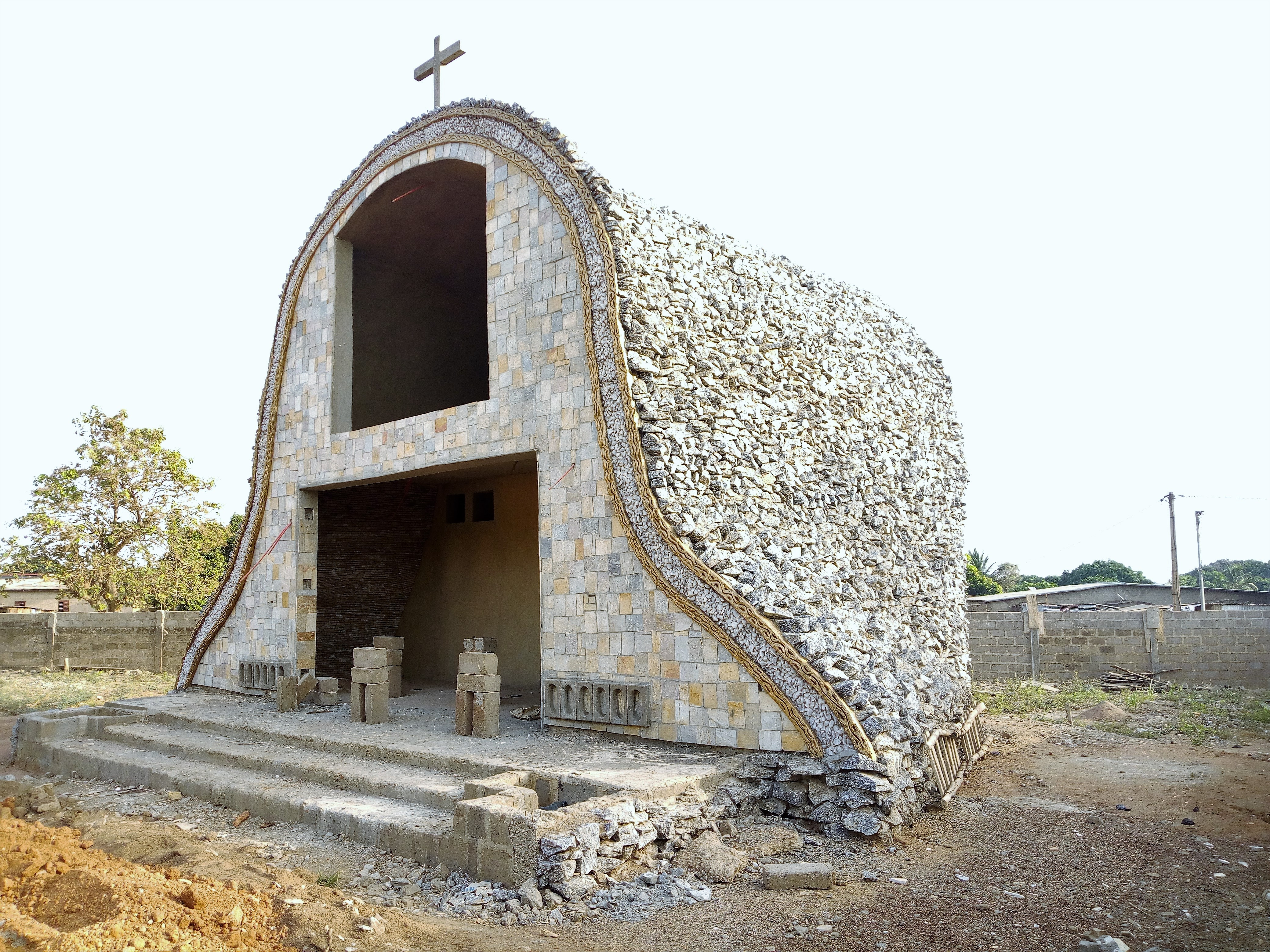
Grotte mariale de la paroisse Marie-Auxiliatrice de Parakou-Bénin en construction vue de profil.
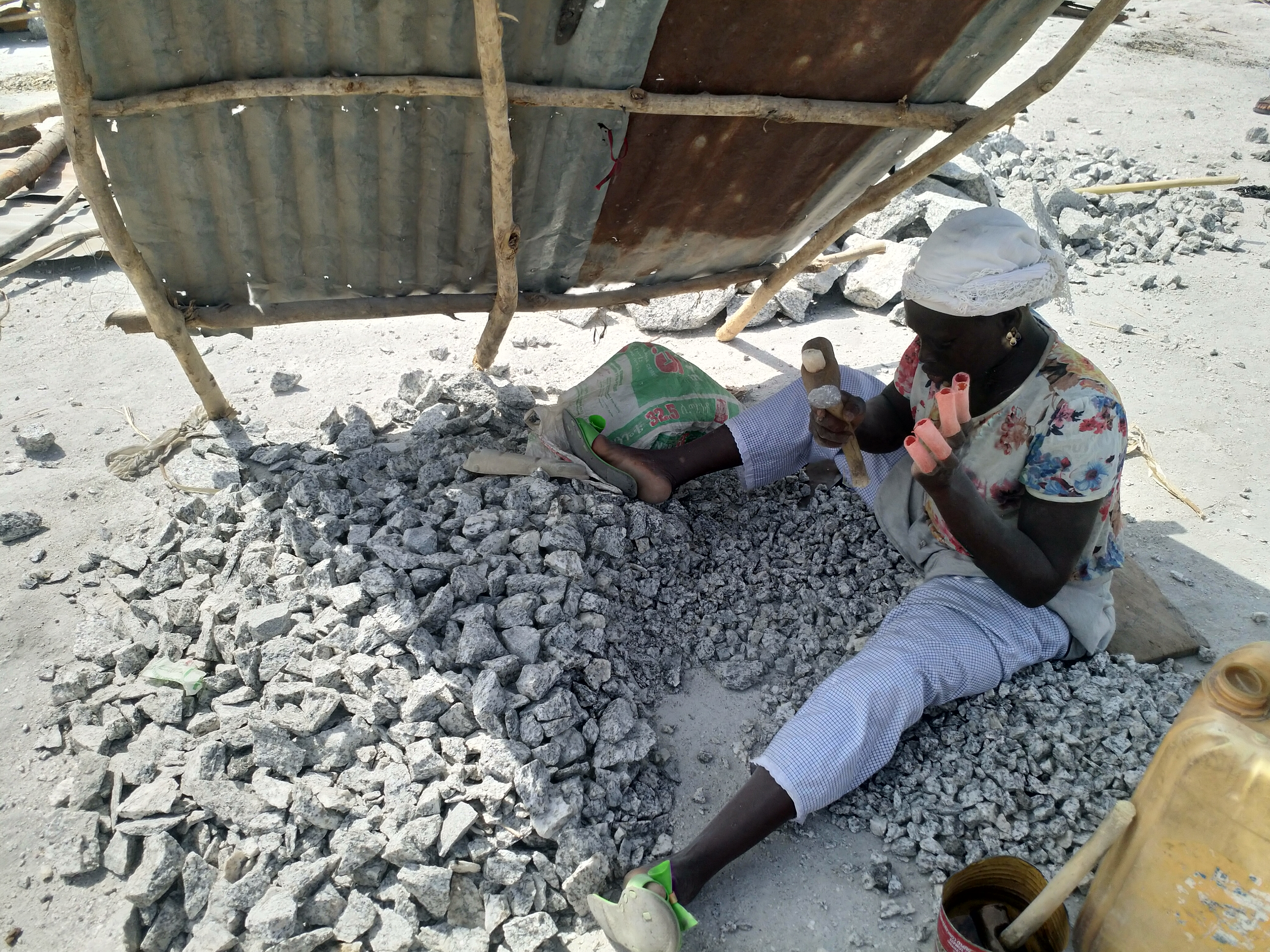
Concassage de granite à Parakou.
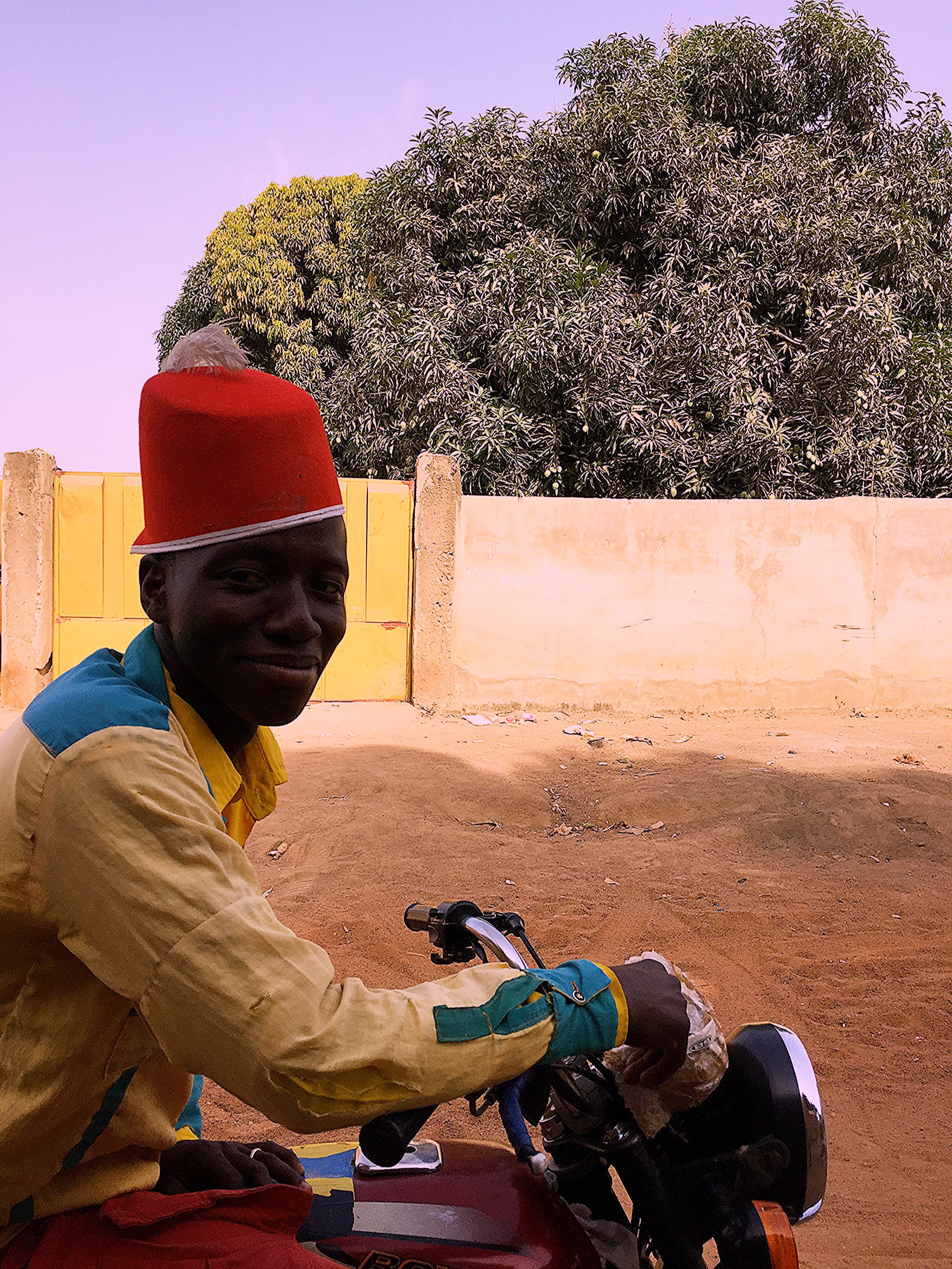
Zémidjan Parakou 1.
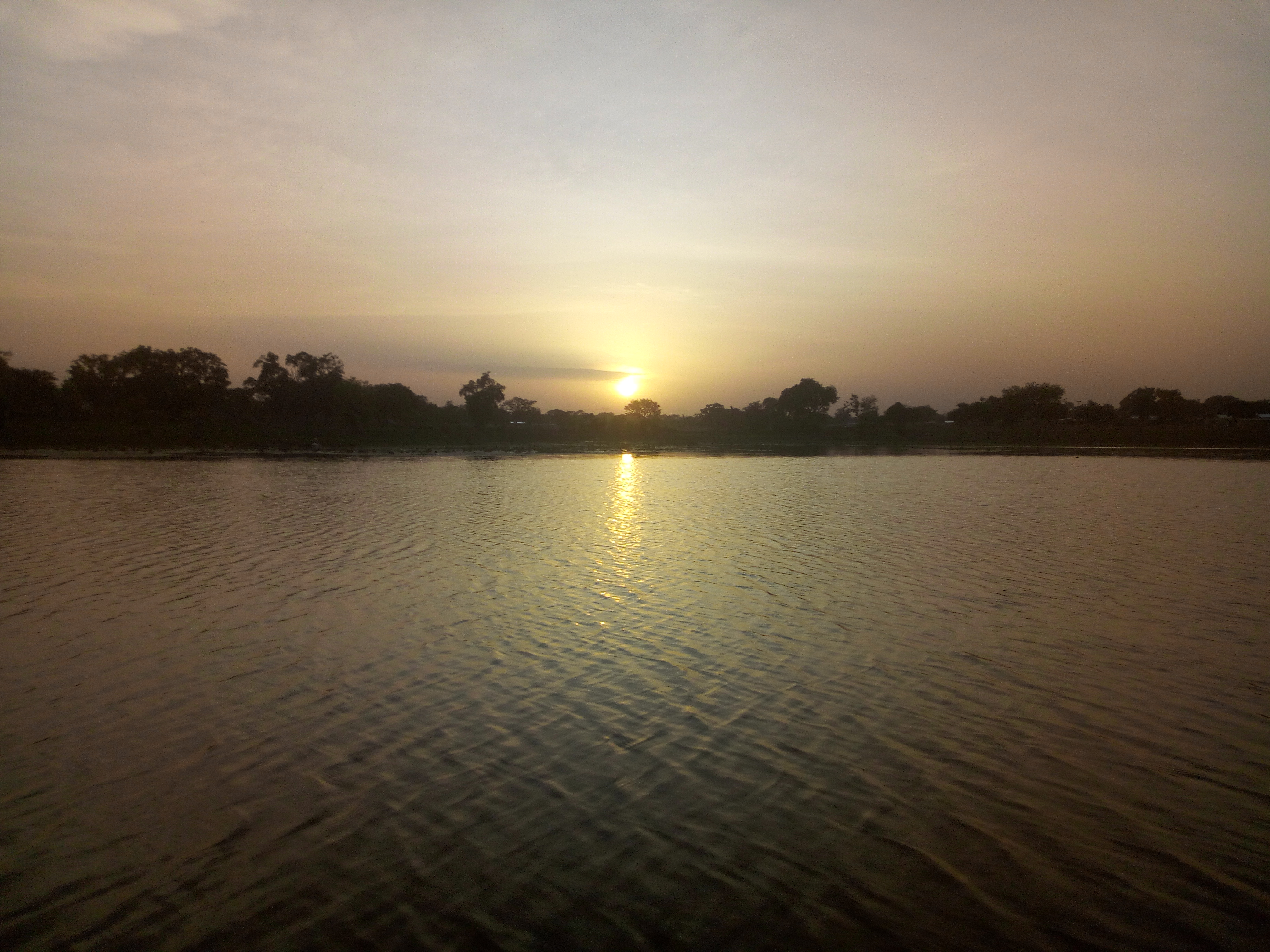
Lac Okpara Parakou Benin.